# Pseudepeolus angustatus
Pseudepeolus angustatus är en biart som först beskrevs av Jesus Santiago Moure 1954.  Pseudepeolus angustatus ingår i släktet Pseudepeolus och familjen långtungebin. Inga underarter finns listade i Catalogue of Life.